# Брансвік (Вісконсин)
Брансвік (англ. Brunswick) — місто (англ. town) в США, в окрузі О-Клер штату Вісконсин. Населення — 1958 осіб (2020).

## Демографія
Згідно з переписом 2010 року, у місті мешкали 1624 особи в 658 домогосподарствах у складі 487 родин. Було 702 помешкання
Расовий склад населення:
| - 98,2 % — білих - 0,4 % — азіатів - 0,2 % — корінних американців - 0,2 % — чорних або афроамериканців |

До двох чи більше рас належало 1,0 %. Частка іспаномовних становила 0,9 % від усіх жителів.
За віковим діапазоном населення розподілялося таким чином: 21,2 % — особи молодші 18 років, 65,3 % — особи у віці 18—64 років, 13,5 % — особи у віці 65 років та старші. Медіана віку мешканця становила 45,4 року. На 100 осіб жіночої статі у місті припадало 106,4 чоловіків;  на 100 жінок у віці від 18 років та старших — 103,3 чоловіків також старших 18 років.
Середній дохід на одне домашнє господарство  становив 79 103 долари США (медіана — 63 125), а середній дохід на одну сім'ю — 85 560 доларів (медіана — 74 706). Медіана доходів становила 45 714 долари для чоловіків та 39 000 доларів для жінок. За межею бідності перебувало 4,2 % осіб, у тому числі 8,4 % дітей у віці до 18 років та 0,0 % осіб у віці 65 років та старших.
Цивільне працевлаштоване населення становило 878 осіб. Основні галузі зайнятості: освіта, охорона здоров'я та соціальна допомога — 29,5 %, роздрібна торгівля — 15,9 %, виробництво — 12,6 %.